# モハメド・アムーラ
モハメド・エル・アミン・アムーラ（Mohamed El Amine Amoura, 2000年5月9日 - ）は、アルジェリアのジジェル県ジジェル出身のプロサッカー選手。ブンデスリーガのVfLヴォルフスブルク所属。ポジションはフォワード。アルジェリア代表。

## 経歴
2020年2月17日にESセティフでプロデビュー。2020-21シーズンは25試合に出場して13得点を記録した 。
2021年8月29日にスイス・スーパーリーグのFCルガーノへ完全移籍し、4年契約を結んだ。
2023年8月17日にベルギー・ファースト・ディビジョンAのロイヤル・ユニオン・サン＝ジロワーズへ完全移籍し、4年契約を結んだ。
2024年7月8日にブンデスリーガのVfLヴォルフスブルクへ期限付き移籍した。

## 代表歴
2021年6月17日、アルジェリア国内リーグの選手のみが対象となるアルジェリアA'代表に初選出された。同年にはアルジェリア代表にも選出され、2023年にはアフリカネイションズカップに出場した。

## タイトル

### クラブ
ルガーノ
- スイス・カップ：1回（2021-22）

ユニオンSG
- ベルギーカップ：1回（2023-24）